# Srđan Lakić
Srđan Lakić (ur. 19 grudnia 1983 w Dubrowniku) – chorwacki piłkarz występujący na pozycji napastnika. Od zimy 2014 roku piłkarz zespołu 1. FC Kaiserslautern.
Jak dotąd zaliczył 30 meczów i 13 goli w Prva HNL, 12 spotkań w Bundeslidze, a także 28 występów i 7 trafienia w Eredivisie.
W przeszłości był reprezentantem Chorwacji U-21.